# Henry Waechter

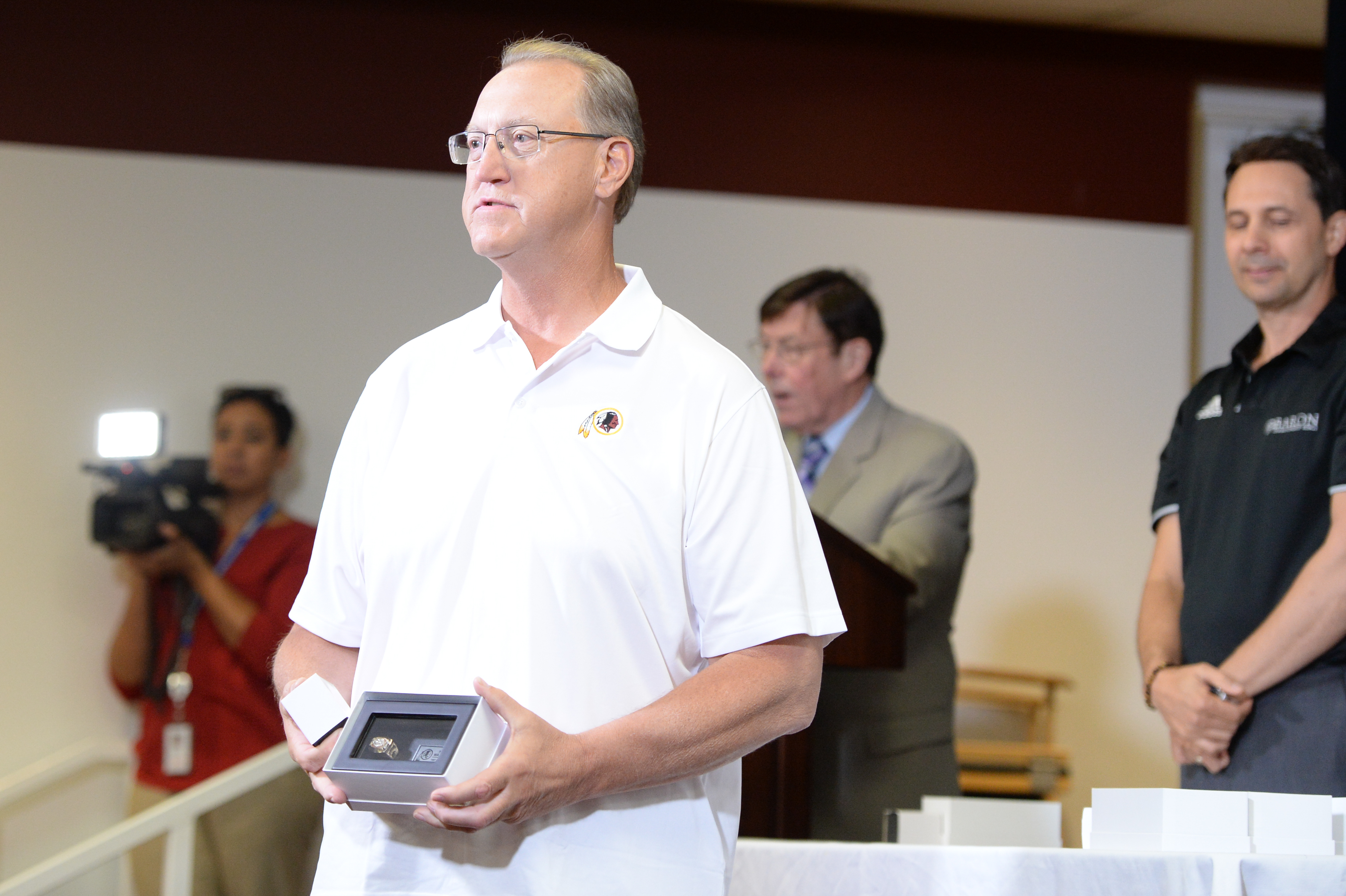
Imagem de Henry Waechter, ex-jogador de futebol americano estadunidense.

Henry Waechter é um ex-jogador profissional de futebol americano estadunidense.

## Carreira
Henry Waechter foi campeão da temporada de 1985 da National Football League jogando pelo Chicago Bears.